# East Lynne (Missouri)
East Lynne è un comune degli Stati Uniti d'America, situato nello Stato del Missouri, nella contea di Cass.